# Baden Powell (matematico)
Baden Powell (Stamford Hill, 22 agosto 1796 – Londra, 11 giugno 1860) è stato un matematico e religioso britannico, della Chiesa d'Inghilterra.

## Biografia
Fu anche un importante teologo del cristianesimo liberale, fervente sostenitore di idee progressiste sulla evoluzione. Detenne la cattedra di Geometria all'Università di Oxford, con il titolo di Savilian Professor of Geometry, dal 1827 al 1860.
Il figlio maggiore, Sir George Baden-Powell (il cognome fu cambiato nel 1869 dalla vedova Henrietta Grace Smyth, in Baden-Powell) fu un uomo politico, e prestò servizio nell'Ufficio Coloniale. Un altro figlio, Warington Baden-Powell, prestò servizio nella Marina Militare; il terzo figlio Robert Baden-Powell, 1º Barone Baden-Powell, fu il fondatore dello scautismo. Un quarto figlio, Maggiore Baden Baden-Powell fu un pioniere dell'aeronautica e un fervente viaggiatore. La figlia Agnes fu, insieme al fratello Robert, fondatrice del Guidismo.

## Famiglia
Il primo matrimonio del Professor Baden Powell il 21 luglio 1821 con Eliza Rivaz (morta il 13 marzo 1836) fu senza figli.
Dal secondo matrimonio il 27 settembre 1837 con Charlotte Pope (morta il 14 ottobre 1844) nacquero un figlio e tre figlie
- Charlotte Elizabeth Powell (14 settembre 1838 - 20 ottobre 1917)
- Baden Henry Powell (23 agosto 1841 - 2 gennaio 1901)
- Louisa Ann Powell (18 marzo 1843 - 1º agosto 1896)
- Laetitia Mary Powell (4 giugno 1844 - 2 settembre 1865)

Dal suo terzo matrimonio, il 10 marzo 1846 (nella Chiesa di San Luca, Chelsea) con Henrietta Grace Smyth (3 settembre 1824–13 ottobre 1914), nacquero sette figli e tre figlie, tre dei quali morti in età infantile:
- Warington Baden-Powell (3 febbraio 1847 - 24 aprile 1921)
- George Baden-Powell (24 dicembre 1847 - 20 novembre 1898)
- Augustus Smyth Powell (1849 - 1863)
- Francis Smyth Baden-Powell (29 luglio 1850 - 1931)
- Henrietta Smyth Powell (28 ottobre 1851 - 9 marzo 1854)
- John Penrose Smyth Powell (21 dicembre 1852 - 14 dicembre 1855),
- Jessie Smyth Powell (25 novembre 1855 - 24 luglio 1856),
- Robert Stephenson Smyth 1º Barone Baden-Powell (22 febbraio 1857 - 8 gennaio 1941)
- Agnes Baden-Powell (16 dicembre 1858 - 2 giugno 1945)
- (Major) Baden Fletcher Smyth Baden-Powell (22 maggio 1860 - 3 ottobre 1937)

Nel 1869, la vedova Henrietta Grace fece mutare il cognome di famiglia da Powell in Baden-Powell

## Evoluzione
Powell fu un fervente sostenitore della costante uniformità delle leggi del mondo materiale. I suoi punti di vista furono liberali, ed ebbe una simpatia verso la teoria dell'evoluzione molto tempo prima che Charles Darwin rendesse pubbliche le proprie idee. Egli affermava che la scienza non deve essere accostata alle Sacre Scritture altrimenti i due approcci entrerebbero in conflitto, e in una sua personale versione delle dichiarazioni di Francis Bacon, affermò che il Libro delle Opere di Dio è separato dal Libro della Parola di Dio, sostenendo che i fenomeni morali e fisici sono completamente indipendenti.
La sua fede nell'uniformità della natura (tranne la mente dell'uomo) scatenò una diatriba teologica: se Dio è un legislatore, allora un "miracolo" spezzerebbe gli editti legali emessi al momento della Creazione. Pertanto, credere nei miracoli è espressione di ateismo. Le opere più significative di Powell presero le difese, in successione, della geologia uniformitaria espressa da Charles Lyell e le idee evoluzionistiche in Vestiges of Creation pubblicato anonimo da Robert Chambers il quale applicava leggi uniformi alla storia della vita in contrasto con idee allora considerate più rispettabili come il catastrofismo, che prevede una serie di creazioni divine.
Allo stesso modo, quando l'idea della selezione naturale fu diffusa da Darwin e Wallace nella loro comunicazione del 1858 alla Linnean Society of London, sia Powell che il più giovane William Henry Flower ritennero che la selezione naturale rendeva la creazione naturale.

## Opere
Fu uno dei teologi del cristianesimo liberale che produssero un manifesto intitolato Essays and Reviews verso febbraio del 1860, che, tra le altre cose fu coinvolto nel dibattito sull'Origine delle Specie. Questi Anglicani comprendevano docenti di Oxford, prelati, il preside della Rugby School e un uomo di legge. La loro dichiarazione che i miracoli erano irrazionali scatenarono una reazione rabbiosa senza precedenti, attirandosi il fuoco e allontanandolo da Charles Darwin. Gli Essays vendettero 22 000 copie in due anni, più di quanto vendette l'Origine delle Specie in vent'anni, dando la stura a cinque anni di dibattiti mediante libri e opuscoli contestanti furiosamente le loro argomentazioni.
Riferendosi al capolavoro di Darwin e riaccendendo le sue affermazioni secondo cui credere nei miracoli è ateismo, Baden Powell scrisse che il libro "deve presto apportare una totale rivoluzione in favore del grande principio del potere autoevolvente della natura.":
Avrebbe dovuto essere sul palco durante il leggendario dibattito di Oxford sull'evoluzionismo, organizzato dalla British Association for the Advancement of Science nel 1860, che fu un punto focale delle reazioni alle teorie di Darwin. Sarebbe stato interessante, poiché l'antagonista di Huxley sarebbe stato Samuel Wilberforce, che era anche il più noto critico di "Essays and Reviews". Sfortunatamente, Powell morì di infarto due settimane prima dell'incontro.

## Allievi famosi
Lewis Carroll seguiva le lezioni di geometria del Rev. Powell.